# هربرت سيفرت
هربرت سيفرت (بالألمانية: Herbert Karl Johannes Seifert )‏ (و. 1907 – 1996 م) هو رياضياتي، وطوبولوجي، وأستاذ جامعي من ألمانيا، والرايخ الألماني، ولد في برنشتات آوف دم آيغن، كان عضوًا في أكاديمية هايدلبرغ للعلوم والعلوم الإنسانية (منذ 1961)، وأكاديمية هايدلبرغ للعلوم والعلوم الإنسانية (1958–1961)، وأكاديمية هايدلبرغ للعلوم والعلوم الإنسانية (1947–1958)، وأكاديمية العلوم في غوتينغن، توفي في هايدلبرغ، عن عمر يناهز 89 عاماً.

## التعليم
تعلم في جامعة دريسدن التقنية (منذ 1926).